# Lukáš Vlček (politik)
Lukáš Vlček (* 27. února 1982 Pelhřimov) je český politik, podnikatel a regionalista, od října 2024 ministr průmyslu a obchodu ČR ve vládě Petra Fialy, držitel titulu Nejlepší starosta Kraje Vysočina, od října 2021 poslanec Poslanecké sněmovny PČR. V letech 2012 až 2021 a znovu od roku 2024 zastupitel Kraje Vysočina (z toho v letech 2020 až 2021 též náměstek hejtmana), v letech 2006 až 2021 byl starostou, v letech 2021 až 2024 místostarostou města Pacov na Pelhřimovsku. Je členem hnutí STAN, od července 2022 jeho 1. místopředsedou.

## Život
Absolvoval dvouleté studium na vyšší odborné škole v Liberci (získal titul DiS.), ve svých 20 letech nastoupil do práce. Několik let pracoval v Praze pro větší poradenské agentury. Při zaměstnání vystudoval bakalářský obor politologie a sociologie na Fakultě sociálních studií Masarykovy univerzity (promoval v roce 2008 a získal titul Bc.). Následně na téže univerzitě vystudoval magisterský obor regionální rozvoj a správa na Ekonomicko-správní fakultě (promoval v roce 2015 a získal titul Ing.).
Je předsedou Svazku obcí mikroregionu Stražiště a předsedou Místní akční skupiny Via rustica. Od roku 2006 je místopředsedou představenstva akciové společnosti SOMPO, která poskytuje komplexní služby v oblasti nakládání s odpady. Stejně tak je od roku 2006 členem představenstva družstva PEVAK Pelhřimov, jenž se zabývá prodejem vody a správou a údržbou vodárenských zařízení. Od stejného roku je rovněž jednatelem a společníkem s vkladem v soukromé poradenské firmě W.H.V. Projekt.
Lukáš Vlček žije ve městě Pacov na Pelhřimovsku. Je ženatý, s manželkou Hanou mají dvě děti. Mezi jeho hlavní zájmy patří především sport (hokej a atletika), dále pak vaření, cestování a kino.

## Politické působení
Do komunální politiky vstoupil, když byl jako nezávislý zvolen z pozice lídra na kandidátce subjektu „RPP Sdružení pro rozvoj a prosperitu Pacovska“ v komunálních volbách v roce 2006 zastupitelem města Pacova. Zároveň se stal starostou města. Funkci městského zastupitele obhájil ve volbách v roce 2010, když jako nezávislý opět vedl kandidátku subjektu „Sdružení pro rozvoj a prosperitu Pacovska“. Stejně tak uspěl ve volbách v roce 2014. Starostou města byl zvolen i v letech 2010, 2014 a 2018. Za své působení v čele města získal titul Nejlepší starosta Kraje Vysočina. V dubnu 2021 na post starosty rezignoval, následně se stal místostarostou města. V komunálních volbách v roce 2022 kandidoval do zastupitelstva Pacova z 2. místa kandidátky subjektu „SDRUŽENÍ PRO ROZVOJ A PROSPERITU PACOVSKA S PODPOROU STAROSTŮ“ (tj. STAN a nezávislí kandidáti). Mandát zastupitele města se mu znovu podařilo obhájit. Zůstal i ve funkci místostarosty.
V krajských volbách v roce 2004 kandidoval jako nestraník za US-DEU v rámci koalice „Strana zelených a US-DEU“ do Zastupitelstva Kraje Vysočina, ale neuspěl. Krajským zastupitelem se stal až po volbách v roce 2012, kdy kandidoval jako nestraník za SNK ED v rámci subjektu „Pro Vysočinu“ (tj. SNK ED a hnutí Nestraníci). V krajských volbách v roce 2016 byl z pozice nestraníka za SNK ED lídrem společné kandidátky STAN a SNK ED v Kraji Vysočina a podařilo se mu obhájit mandát krajského zastupitele.
V dubnu 2017 byl zvolen předsedou krajské organizace hnutí STAN v Kraji Vysočina. Zároveň se stal členem hnutí.
V krajských volbách v roce 2020 byl lídrem společné kandidátky hnutí STAN a SNK ED v Kraji Vysočina, mandát krajského zastupitele se mu podařilo obhájit. Dne 18. listopadu 2020 se navíc stal náměstkem hejtmana Kraje Vysočina pro zemědělství. Na pozici i mandát krajského zastupitele rezignoval v prosinci 2021.
Ve volbách do Poslanecké sněmovny PČR v roce 2021 kandidoval jako člen hnutí STAN na 2. místě kandidátky koalice Piráti a Starostové v Kraji Vysočina. Získal přes 8 000 preferenčních hlasů a stal se díky nim poslancem. Na mimořádném sjezdu STAN v červenci 2022 byl jako jediný kandidát zvolen 1. místopředsedou hnutí, ve funkci tak vystřídal Jana Farského.
V krajských volbách v roce 2024 kandidoval do Zastupitelstva Kraje Vysočina ze 7. místa kandidátky koalice „STAROSTOVÉ PRO VYSOČINU“ (tj. hnutí STAN a SNK ED). Vlivem preferenčních hlasů však skončil třetí, a získal tak mandát zastupitele.
V září 2024 jej vedení hnutí STAN navrhlo na funkci ministra průmyslu a obchodu poté, co bylo oznámeno, že v této funkci skončí dosavadní ministr Jozef Síkela, který byl o několik dní dříve navrhnut na funkci nového eurokomisaře za Českou republiku. Krátce před nástupem do funkce uvedl, že zelenou dohodu pro Evropu považuje za příležitost pro Česko. Stejně tak uvedl, že se v rámci svého působení ve funkci ministra chce zaměřit na oblast energetiky. Do funkce byl jmenován v říjnu 2024, poté opustil funkci místostarosty Pacova.
Ve volbách do Poslanecké sněmovny PČR v roce 2025 je lídrem hnutí STAN v Kraji Vysočina. Na celostátním sněmu hnutí STAN v květnu 2025 obhájil funkci prvního místopředsedy hnutí, když od delegátů získal 282 hlasů z 293 možných.